# Konståret 1981

## Händelser

### April
- 23 april – Edvard Munchs Systrarna i trädgården ropas in för 810 000 SEK vid Bukowskis stora vårauktion.[1]

### September
- 10 september – Pablo Picassos tavla Guernica återförs till Spanien.[1]

### November
- 5 november – Prins Eugen-medaljen tilldelas Rune Jansson, målare, Elis Eriksson, skulptör, Nils Ahrbom, arkitekt, Gertrud Vasegaard, dansk konsthantverkare, och Reima Pietilä, finländsk arkitekt.
- 11 november – Anders Zorns Omnibus ropas in för 1 200 000 SEK, vilket blir det dittills högsta pris som betalats för ett svenskt konstverk.[1]

### Okänt datum
- Konstgruppen Neo Naturists bildades i London
- Konstnärsduon Phauss bildades

## Verk
- Tony Cragg – Britannien sett från norr.

## Födda
- 13 maj – Maria Borgelöv, svensk illustratör, grafisk formgivare och serietecknare.
- 30 juni – Andrew Knowles, brittisk musiker och konstnär.
- 9 juli – Klas Landahl, svensk konstnär, skulptör, musiker och författare.
- 27 juli – Dash Snow, amerikansk konstnär.

## Avlidna
- 17 mars – Sven Jonson, (född 1902), svensk konstnär, medlem av Halmstadgruppen.[1]
- 2 maj – Olle Bærtling (född 1911), svensk målare och skulptör.[1]
- 6 augusti – Coradino d'Ascanio, italiensk konstruktör, vespans skapare.[1]
- 23 september – Esaias Thorén (född 1901), svensk konstnär, medlem av Halmstadgruppen.[1]
- 13 oktober – Antonio Berni (född 1905), argentinsk målare och grafiker.
- 1 december – Estrid Ericson (född 1894), svensk tennkonstnär formgivare och grundare av Svenskt Tenn.

### Fotnoter
1. 1 2 3 4 5 6 7   Horisont 1981. Bertmarks